# Astragalus krauseanus
Astragalus krauseanus es una especie de planta del género Astragalus, de la familia de las leguminosas, orden Fabales.

## Distribución
Astragalus krauseanus se distribuye por Kazajistán, Kirguistán y Uzbekistán.

## Taxonomía
Fue descrita científicamente por Regel. Fue publicada en Trudy Imp. S.-Peterburgsk. Bot. Sada iii. (1875) 104.